# Melissa Rauch
Melissa Ivy Rauch (Marlboro, 23 giugno 1980) è un'attrice statunitense, nota principalmente per il ruolo di Bernadette Rostenkowski nella serie The Big Bang Theory.

## Biografia
Diplomatasi in recitazione al Marymount Manhattan College di New York, ha ottenuto il suo più importante ruolo televisivo nel 2009, nella terza stagione di The Big Bang Theory. Il suo personaggio è poi diventato regolare a partire dalla quarta stagione della serie, nel 2010.
Oltre ad aver partecipato allo show televisivo Best Week Ever, del canale VH1, ha ottenuto altri ruoli in alcune serie televisive, tra cui quello di Summer, una ragazza a cui piace Hoyt, in True Blood del 2010. È poi apparsa nel remake statunitense di una serie televisiva australiana, Kath & Kim, oltre che in un episodio di Dirty Sexy Money. Sposata con lo scrittore Winston Beigel, ha avuto anche alcuni ruoli cinematografici, in primis nel film I Love You, Man e in The Bronze.

## Vita privata
Il 4 dicembre 2017 annuncia la nascita della sua prima figlia, Sadie, avuta dal marito Winston Beigel. Il 4 maggio 2020 annuncia la nascita del secondogenito Brooks.

## Filmografia parziale

### Attrice

#### Cinema
- Delirious - Tutto è possibile (Delirious), regia di Tom DiCillo (2006)
- I Love You, Man, regia di John Hamburg (2009)
- The Condom Killer, regia di Melissa Rauch e Aaron Seelman (2009) - cortometraggio
- Are You Here, regia di Matthew Weiner (2013)
- The Bronze - Sono la numero 1 (The Bronze), regia di Bryan Buckley (2015)
- Panama Papers (The Laundromat), regia di Steven Soderbergh (2019)

#### Televisione
- 12 Miles of Bad Road – serie TV, episodi 1x02-1x04-1x06 (2007)
- Kath & Kim – serie TV, 6 episodi (2008-2009)
- The Big Bang Theory – serie TV, 209 episodi (2009-2019) – Bernadette Rostenkowski
- The Office – serie TV, episodio 6x18 (2010)
- True Blood – serie TV, 6 episodi (2010)
- Wright vs. Wrong, regia di Andy Fickman – film TV (2010)
- Black Monday – serie TV, episodi 1x03-1x16 (2019)
- Giudice di notte (Night Court) – serie TV (2023-2025)

### Doppiatrice
- Jake e i pirati dell'Isola che non c'è - serie animata, 1 episodio (2014)
- Sofia la principessa - serie animata, 1 episodio (2015)
- L'era glaciale - In rotta di collisione, regia di Mike Thurmeier e Galen T.Chu (2016)
- Ant-Man - corti animati, 2 episodi (2017)
- Marco e Star contro le forze del male - serie animata, 1 episodio (2017)
- Batman e Harley Quinn, regia di Sam Liu (2017)
- Cani & gatti 3 - Zampe unite (Cats & Dogs 3: Paws Unite!), regia di Sean McNamara (2020)

### Regista
- The Condom Killer, codiretto con Aaron Seelman (2009) - cortometraggio

## Doppiatrici italiane
- Gemma Donati in The Big Bang Theory
- Martina Felli in The Bronze - Sono la numero 1
- Eleonora De Angelis in Panama Papers

Da doppiatrice è sostituita da:
- Sara Ferranti in L'era glaciale - In rotta di collisione, Firebuds
- Emanuela Ionica in Batman e Harley Quinn
- Benedetta Degli Innocenti in Cani & gatti 3 - Zampe unite
- Emanuela Damasio in The Chicken Squad - La squadra di polli
- Barbara Sacchelli in Scooby-Doo! e il mostro marino